# 19e corps d'armée (France)
Pour corps de la guerre de 1870-1871, voir 19e corps d'armée (1870-1871).
Pour les articles homonymes, voir 19e corps d'armée.
Le 19e corps d'armée est un corps de l'armée française, créé par décret du JO du 30 septembre 1873.
De 1873 à 1946, date de sa dissolution, il regroupe les différentes unités militaires d'Algérie et constitue le noyau de l'armée d'Afrique.

## Création et différentes dénominations
- 30 septembre 1873 : décret de création du 19e CA
- 13 août 1874 : création du 19e CA en Algérie[réf. nécessaire]
- juillet 1925 : formation du 19e CA de marche
- 18 février 1946 : le 19e CA devient la Xe région militaire

## Chefs du19ecorpsd'armée
- 28 septembre 1873 - 18 février 1879 : général Chanzy
- 31 mars 1879 : général Saussier
- 17 août 1880 : général Osmont
- 4 juillet 1881 : général Saussier
- 27 mars 1884 : général d'Auerstaedt
- 15 février 1885 : général Delebecque
- 28 mars 1889 : général Bréart
- 7 février 1891 : général du Bessol
- 25 février 1893 : général Hervé
- 9 février 1895 - 5 octobre 1899 : général Larchay
- 7 octobre 1899 - 19 octobre 1899 : général d'Hugonneau de Boyat (n'a pas pris son poste)
- 24 octobre 1899 : général Grisot
- 16 mai 1901 : général Caze
- 12 juin 1904 : général Servière
- 21 novembre 1907 - 13 octobre 1912 : général Bailloud
- 16 octobre 1912 - 2 août 1914 : général Moinier
- décembre 1917 - mars 1920 : général Nivelle
- 5 mars 1920 - 30 septembre 1920 : général Niessel
- 9 novembre 1920 - 26 septembre 1923 : général Paulinier
- 4 octobre 1923 : général Boichut
- 24 décembre 1925 : général Naulin
- 23 novembre 1930 : général Georges
- 20 mars 1933 : général Noguès
- 16 septembre 1936 : général Catroux
- 29 janvier 1939 - 20 août 1940 : général Poupinel
- août 1940 - septembre 1941 : général Paul Beynet
- 15 septembre 1941 - 10 mai 1944 : général Koeltz
- 30 août 1944 - 27 juin 1945 : général Martin

## De 1873 à 1914

### Implantation
Le 19e corps d'armée est implanté dans la 19e région militaire qui comprend les départements d'Alger, d'Oran et de Constantine.
Les garnisons sont principalement installées à Alger, Médéah, Laghouat, Oran, Mascara, Tlemcen, Ain-Sefra, Constantine, Batna et Sétif.
Des éléments de l'armée française sont également détachés en Tunisie et forment la division d'occupation de Tunisie implantée principalement à Tunis, Bizerte et Sousse.

### Composition du19ecorpset de la19erégion
Infanterie du 19e corps d'armée
- 1er régiment de zouaves (Alger)
- 2e régiment de zouaves (Oran, Marnia, Mers el Kébir, Nemours)
- 3e régiment de zouaves (Constantine, Batna, Philippeville, Sétif, Tlemcen)
- 107e régiment d’infanterie (détachement de Souk-Arras ??)

Infanterie de la 19e région militaire
- 1er régiment de tirailleurs algériens (Blidah, Médéah, Milianah, Orléansville)
- 2e régiment de tirailleurs (Mostaganem, Mascara, Tlemcen)
- 3e régiment de tirailleurs algériens (Constantine, Biskra, Bône, Guelma, Souk-Arras)

- 1er régiment étranger (Sidi Bel Abbès)
- 2e régiment étranger (Saïda)

- 1er bataillon d’infanterie légère d’Afrique (Le Kreider)
- 2e bataillon d’infanterie légère d’Afrique (Laghouat, Aïn Sefra, Aumale)
- 5e bataillon d’infanterie légère d’Afrique (détachement de Biskra)

- 1er bataillon territorial de zouaves (Alger)
- 2e bataillon territorial de zouaves (Médéah)
- 3e bataillon territorial de zouaves (Dellys)
- 4e bataillon territorial de zouaves (Oran)
- 5e bataillon territorial de zouaves (Tlemcen)
- 6e bataillon territorial de zouaves (Mascara)
- 7e bataillon territorial de zouaves (Constantine)
- 8e bataillon territorial de zouaves (Bône)
- 9e bataillon territorial de zouaves (Bougie)
- 10e bataillon territorial de zouaves (Alger)

- 2e compagnie de fusiliers de discipline (Biskra)
- 3e compagnie de fusiliers de discipline (Méchéria)
- 4e compagnie de fusiliers de discipline (Aumale)

Cavalerie du 19e corps d'armée
- 1er régiment de spahis (Médéah)
- 2e régiment de spahis (Sidi bel Abbès, Aïn Sefra)
- 3e régiment de spahis (Batna, Biskra, Bougie)

- 1er régiment de chasseurs d’Afrique (Blidah)
- 2e régiment de chasseurs d’Afrique (Tlemcen)
- 3e régiment de chasseurs d’Afrique (Constantine, Sétif)
- 5e régiment de chasseurs d’Afrique (Alger)
- 6e régiment de chasseurs d’Afrique (Mascara, Saïda)

- 6e compagnie de cavaliers de remonte de Blidah
- 7e compagnie de cavaliers de remonte de Mostaganem
- 8e compagnie de cavaliers de remonte de Constantine

Cavalerie territoriale de la 19e région militaire
- Escadron de chasseurs d’Afrique d’Alger
- Escadron de chasseurs d’Afrique de Blidah
- Escadron de chasseurs d’Afrique de Constantine
- Escadron de chasseurs d’Afrique de Mascara
- Escadron de chasseurs d’Afrique de Tlemcen

Artillerie du 19e corps d'armée
- 12e régiment d’artillerie (Alger, Oran)
- 13e régiment d’artillerie (Constantine, Philippeville)
- 11e bataillon d’artillerie à pied (Alger)

Artillerie territoriale de la 19e région militaire
- Groupe territorial du 11e bataillon d’artillerie à pied (Alger)

Unités de services
- Éléments du 2e régiment du génie (17/4 Cie à Alger),
- Éléments du 5e régiment du génie (23/4 Cie à Alger),
- Éléments du 7e régiment du génie (17/2 Cie à Alger, 4e Cie du 12e bat à Constantine, 4e Cie du 19e bat à Oran)
- 11e, 12e et 14e compagnie du 17e escadron du train des équipages (Alger)
- 11e, 12e et 13e compagnie du 5e escadron du train des équipages (Constantine)
- 7e compagnie du 4e escadron du train des équipages (Médéah)
- 11e, 12e et 13e compagnie du 18e escadron du train des équipages (Oran)
- 7e compagnie du 3e escadron du train des équipages (Sétif)
- Tirailleurs sahariens de El Golea
- Spahis sahariens de El Golea
- Pénitenciers militaires (Aïn el Hadjar, Bône, Douéra),
- Hôpital militaire du Dey (Alger)
- Prison militaire d’Alger, de Constantine, d’Oran

## Première Guerre mondiale

### Composition
En 1914, le corps est constitué des unités suivantes :
- Éléments organiques de corps d'armée[Lesquels ?]
- Division d'Alger
- Division de Constantine
- Division d'Oran
- 19e régiment du génie[réf. nécessaire]
- 19e Légion de gendarmerie[réf. nécessaire]

Une part importante de ses forces a été détachée pour la conquête du Maroc.

## Entre-deux-guerres
En juillet 1925, le 19e corps reçoit l'ordre de former un 19e corps de marche pour participer à la guerre du Rif. Il est constitué de deux divisions venues de l'Armée du Rhin, la 11e division d'infanterie et la division marocaine de marche. Installant sa base arrière à Oujda,, le corps combat dans l'est du Maroc,.
En août 1939, avant le déclenchement de la Seconde Guerre mondiale, le 19e corps est constitué des trois divisions suivantes :
- Division d'Alger
- Division de Constantine
- Division d'Oran

## Seconde Guerre mondiale

### Composition en 1940
En 1940, le 19e corps est constitué des unités suivantes :
- 85e division d'infanterie d'Afrique
- 181e division d'infanterie d'Afrique
- 182e division d'infanterie d'Afrique
- 183e division d'infanterie d'Afrique
- Front Est-Saharien :
  - 11e bataillon d'infanterie légère d'Afrique
  - Ve bataillon du 1er régiment étranger d'infanterie
  - Unités diverses, dont méharistes
  - deux batteries d'artillerie
- Éléments organiques :
  - 21e bataillon d'infanterie légère d'Afrique
  - 64e bataillon de chars de combat
  - 5e régiment de chasseurs d'Afrique

### Composition enmai 1943
- Éléments organiques et réserves de corps d'armée[11] :
  - Détachement blindé Le Couteulx
  - 4e régiment de zouaves
  - IIe et IIIe groupes du 68e régiment d'artillerie d'Afrique
- Division de marche d'Alger
- Division de marche d'Oran
- Division de marche du Maroc

### Historique
En 1942, le corps d'armée est engagé dans la campagne de Tunisie. En mai 1943, il progresse vers le djebel Zaghouan pour encercler les forces germano-italiennes.

## Après guerre
Le 18 février 1946, le 19e CA devient la Xe région militaire.

## Sources et bibliographie
- Collectif, L'armée d'Afrique - 1930 - 1962, éditions Charles Lavauzelle, 1980
- Roger de Beauvoir, L'armée française en 1901, éditions Plon-Nourrit & Cie, 1901.
- Service historique de l'état-major des armées, Les Armées françaises dans la Grande guerre, Paris, Impr. nationale, 1922-1934, onze tomes subdivisés en 30 volumes (BNF 41052951) :
  - AFGG, vol. 1, t. 10 : Ordres de bataille des grandes unités : grands quartiers généraux, groupe d'armées, armées, corps d'armée, 1923, 966 p. (lire en ligne).